# Banquete íntimo
Es una publicación de Elías Nandino publicado bajo la Secretaría de Cultura de Jalisco en 1993. Es una obra póstuma que reúne su obra haikú japonesa. En el libro hay una aclaración donde Nandino expresa que ha utilizado la retórica japonesa en su poesía y posee asonancia; sin embargo, no hay rima. E indica que su poesía sin rima está perdida. Nuria Parés hace el prólogo del texto precisamente sobre el haikú japonés. 
Se divide en secciones. La primera se llama Aproxidefiniciones que va de la página 35 a la 70 donde hace una suerte de metapoesía en haikú. Hay uno dedicado a José Emilio Pacheco llamado La Cigarras dividido a su vez en 12. Habla de la guerra, el amor, las estrellas, la naturaleza y la muerte. De la 73 a la 121 está Contrastes  donde son haikús dedicados a las flores como los nardos, las camelias, las violetas. Animales como el gallo, el colibrí, golondrinas. 
Su tiraje fue de 2,000 ejemplares.
- Datos: Q28502617